# Czichaczowo (rejon bieżanicki)
Czichaczowo (ros. Чихачёво) – wieś (ros. село, trb. sieło) w zachodniej Rosji, w osiedlu wiejskim Czichaczowskoje rejonu bieżanickiego w obwodzie pskowskim.

## Geografia
Miejscowość położona jest nad rzeką Dieriewka, 22 km od centrum administracyjnego osiedla wiejskiego (Aszewo), 35 km od centrum administracyjnego rejonu (Bieżanice), 111 km od stolicy obwodu (Psków). W siele znajduje się stacja kolejowa na linii: Wielkie Łuki – Bieżanice – Czichaczowo – Diedowiczi – Dno.
W granicach miejscowości znajdują się ulice: Bazarnaja, Bolnicznaja, Gruzdowskaja, Krasnoarmiejskaja, Kriestjanskaja, Mołodiożnaja, Nowaja, Oktiabrskaja, Pierwomajskaja, Siennaja, Sowietskaja, Stachanowskaja, Szkolnaja, Wokzalnaja, Zariecznaja, Zielonaja.

## Demografia
W 2010 r. miejscowość zamieszkiwało 801 osób.

## Historia
W latach 1936–1963 sieło było centrum administracyjnym rejonu Aszewskiego, do 2 czerwca 2010 roku wchodziło w skład wołostu Aszewskaja.